# Gundam SEED
Gundam SEED är en japansk anime-serie och tillhör metaserien Gundam. Den utspelar sig i ett annat universum än originalserien Mobile Suit Gundam och är första verket som utspelar sig i CE-universumet (Cosmic Era). Serien utspelar sig i framtiden då ett nytt världskrig närmar sig. Steg för steg sker en krigsupptrappning mellan de genmodifierade människornas (Coordinators) armé ZAFT och de naturliga jordborna. Efter en tragedi då en stor del av de fåtaliga Coordinators dog på ett ögonblick av människornas attack har hatet inte haft några gränser.
Kira Yamato är en ung student som lever i den fredliga landet Orb, trots att han är en Coordinator, för att komma undan striderna. När det kommer fram att jordbor i smyg producerat kraftfulla krigsvapen, så kallade Mobile Suits, i Orbs territorium blir även det fredliga landet involverat i kriget. Kira försöker fly landet men väljer att försöka rädda sina vänner med en Mobile Suit när han får möjlighet. Vad han inte räknade med är att han skulle slåss mot sin barndomskamrat Athrun Zala, som lämnat Orb några år tidigare då striderna startade.
Kiras äventyr i kampen för fred i världen är fullt med inre konflikter och motgångar då han inte bara slåss mot sin barndomskamrat utan även sitt eget folk. Athrun jobbar kontinuerligt med att få över Kira till ZAFT men Kira kan inte bara överge sina nya vänner. Athrun och Kira som båda jobbar för fred i världen får allt större inflytande på kriget och på sina egna sätt försöker de ta tag i kriget så som de supermänniskor de är.
Serien har många budskap mot människans eviga krigande och hat mot det främmande.